# 蓬萊塗
蓬萊塗是台灣日治時期發展出的漆藝風格，以具有臺灣特色的原住民生活、風景名勝、水果等為圖樣。

## 歷史
1928年，山中公開設「山中美術工藝漆器製造所」，以其環遊臺灣觀察後的民俗風情作為主題，設計生產圓盤、花瓶、硯盒、花瓶等漆器生活用品。當時多以臺灣風土民情圖紋裝飾，如臺灣蝴蝶、原住民生活、日月潭景色、水果、花卉等作為圖樣，再以雕刻、鑲崁、彩繪、磨顯推光等技法，形成所謂「蓬萊塗」漆器。   
漆藝家陳火慶參與開創的「蓬萊塗」漆藝品，因具有臺灣風俗特色風靡日本，成為許多日本來台觀光遊客返國必備的伴手禮，使得台中豐原地區從木材製造業進化為漆藝品加工業。

## 特色
蓬萊塗的漆器技法與風格，日治時期由台中漆器傳習所、新竹理研株式會社鑽研，早期充滿了濃烈的原住民風味，製作手法則是以淺浮雕手法雕刻後，刷上生漆或貼銀箔，再全面髹塗透漆，還要歷經研磨、推光等程序才完成，曾因充滿南國風味而風靡一時。第二次世界大戰後，「蓬萊塗」逐漸演變成為籠統的名稱，舉凡具有台灣特有的產物、人物圖案等漆器，都可稱為「蓬萊塗」，蓬萊塗裝飾紋樣分類包括原住民、風景人物、水果、植物花卉、動物和類蛇紋圖。

## 保護
臺中市政府於中華民國107年6月7日公告，依文化資產保存法第一百一十一條規定，重新登錄其文化資產類別名稱為「傳統工藝」。指定保存者：吳樹發。其登錄理由包括：
1. 結合雕刻、漆藝等技法，以臺灣風土民情圖紋為主題，先刻後繪，具有藝術性。
2. 蓬萊塗於本市漆工藝發展過程具有特殊意義，其結合臺灣風土民情之圖紋，具有地方特色。
3. 保存者長期從漆器製作，兼具雕刻、車製木胎及蓬萊塗漆藝技法，能完整體現該項技藝，具特殊性。